# Wonder Woman (televisieserie)
Wonder Woman is een Amerikaanse televisieserie gebaseerd op het gelijknamige personage van DC Comics. De hoofdrol werd vertolkt door Lynda Carter.
De serie werd uitgezonden op twee Amerikaanse zenders tussen 1975 en 1979.

## Geschiedenis

### Voorlopers
De serie was de derde poging tot het maken van een Wonder Woman-televisieserie.
Een eerste poging werd ondernomen in 1967 met een serie die Who's Afraid of Diana Prince? zou gaan heten. Deze serie zou worden gemaakt naar aanleiding van het succes van de Batman-televisieserie uit de jaren 60. Net als die serie zou de serie een vooral humoristische ondertoon krijgen. De rol van Wonder Woman zou worden gespeeld door Linda Harrison. Een proefaflevering werd gemaakt, maar nooit uitgezonden.
In 1974 verscheen een Wonder Woman-televisiefilm met Cathy Lee Crosby in de hoofdrol. Deze film was bedoeld als een proefaflevering voor een eventuele televisieserie op ABC. De Wonder Woman in deze film was gebaseerd op de jaren 70-versie van de Wonder Woman uit de strip. Ze had geen superkrachten en droeg niet Wonder Woman’s bekende kostuum. De film kreeg negatieve reacties en de geplande serie kwam er niet.

### Producties
Ondanks de twee tegenslagen bleef ABC proberen een Wonder Woman-serie te maken. Binnen een jaar na de televisiefilm werd een nieuwe pilot opgenomen. Deze pilot, met de naam The New Original Wonder Woman, werd uitgezonden in 1975. Deze pilot werd wel goed ontvangen en de serie was een feit.
Het scenario voor de televisieserie was in handen van Stanley Ralph Ross, die ook had meegewerkt aan de nooit uitgezonden Wonder Woman-pilot. Ross besloot de serie zich af te laten spelen in de Tweede Wereldoorlog, waar de stripserie van Wonder Woman ook begon. Dankzij het ruime budget kon de serie voor die tijd geavanceerde special effects gebruiken.
Na een intensieve talentenjacht werd Lynda Carter gekozen voor de rol van Wonder Woman.
De proefaflevering voor de serie volgde de originele strip nauwkeurig, vooral het aspect waarin Wonder Woman lid wordt van het leger onder de naam Diana Prince.

### Overname
Ondanks de hoge kijkcijfers van het eerste seizoen zag ABC niets in een tweede seizoen. Daarom verkocht Warner Bros. de rechten op de serie aan CBS. CBS produceerde een tweede en derde seizoen, maar bracht grote veranderingen aan in de serie.

## Inhoud

### Pilot
De proefaflevering speelt zich af in de Tweede Wereldoorlog. Piloot Steve Trevor moet boven de Bermuda Driehoek uit zijn vliegtuig springen en belandt op het eiland van de Amazones. De Amazoneprinses Diana red hem. Daarna doet ze, tegen het verbod van haar moeder in, mee aan een wedstrijd om te bepalen welke Amazone zal worden verkozen om naar het vasteland te gaan en de geallieerden te helpen. Diana wint, en krijgt de krachten van Wonder Woman. Samen met Steve Trevor keert ze terug naar Amerika, en wordt lid van het leger.

### Seizoen 1
Het eerste seizoen van de serie werd uitgezonden in 1975.
De enige grote verandering die de serie onderging ten opzichte van de proefaflevering was de transformatie van Diana naar Wonder Woman. Deze transformatiescène werd een van de grootste kenmerken van de serie, en later zelfs verwerkt in de strips en de serie Justice League Unlimited.
Daarnaast waren er nog wat kleine veranderingen. De relatie tussen Trevor en Wonder Woman werd verminderd in de serie. Tevens werd het geweld verminderd, waardoor Wonder Woman minder vaak haar tegenstanders sloeg of schopte (dit omdat rond deze tijd de mate van geweld op tv zwaar onder vuur lag).

### Seizoen 2
In seizoen 2 verplaatste de serie zich van de Tweede Wereldoorlog naar het heden. Ook werd de naam gewijzigd in The New Adventures of Wonder Woman. De serie zelf kreeg ene meer actie/avontuur inhoud.
Bij aanvang van het seizoen keert Wonder Woman na 35 jaar weer terug naar Amerika. Omdat ze een amazone is, is ze niet verouderd. Ze wordt een agent van het IADC (Inter-Agency Defense Command IADC), een CIA-achtige organisatie die criminelen en buitenaardse invasies bevecht. Ook lid van deze organisatie was Steve Trevor Jr, de zoon van Steve Trevor.
Wonder Woman’s kostuum werd in dit seizoen aangepast. Tevens veranderden het openingsfilmpje en de muziek.
In veel opzichten leek seizoen twee sterk op de Wonder Woman strips van eind jaren 60.

### Seizoen 3
In het derde seizoen kwam de nadruk van de serie meer op een tienerpubliek te liggen. De openingsmuziek werd voorzien van een discobeat, en de afleveringen gingen draaien om zaken als achtbanen en skateboards. Tevens werd de ban op geweld in de serie wat versoepeld, waardoor Wonder Woman weer geregeld haar vijanden sloeg.
Wonder Woman zelf kreeg in dit seizoen meer krachten, zoals telepathisch communiceren met dieren.

## Rolverdeling
- Lynda Carter – Wonder Woman
- Lyle Waggoner – Steve Trevor
- Tom Kratochvil – stem van I.R.A.C.
- Norman Burton – Joe Atkinson
- Richard Eastham – General Phil Blankenship
- Carolyn Jones – Queen Hippolyta

## Afleveringen

### Seizoen 1
- Pilot: The New Original Wonder Woman

1. Wonder Woman Meets Baroness Von Gunther
2. Fausta: The Nazi Wonder Woman
3. Beauty on Parade
4. The Feminum Mystique (1)
5. The Feminum Mystique (2)
6. Wonder Woman vs. Gargantua!
7. The Pluto File
8. Last of the Two Dollar Bills
9. Judgment from Outer Space (1)
10. Judgment from Outer Space (2)
11. Formula 407
12. The Bushwackers
13. Wonder Woman in Hollywood

### Seizoen 2
1. The Return of Wonder Woman
2. Anschluss '77
3. The Man Who Could Move the World
4. The Bermuda Triangle Crisis
5. Knockout
6. The Pied Piper
7. The Queen and the Thief
8. I Do, I Do
9. The Man Who Made Volcanoes
10. Mind Stealers from Outer Space (1)
11. Mind Stealers from Outer Space (2)
12. The Deadly Toys
13. Light-Fingered Lady
14. Screaming Javelin
15. Diana's Disappearing Act
16. Death in Disguise
17. I.R.A.C. Is Missing
18. Flight to Oblivion
19. Seance of Terror
20. The Man Who Wouldn't Tell
21. The Girl from Islandia
22. The Murderous Missile

### Seizoen 3
1. My Teenage Idol Is Missing
2. Hot Wheels
3. The Deadly Sting
4. The Fine Art of Crime
5. Disco Devil
6. Formicida
7. Time Bomb
8. Skateboard Wiz
9. The Deadly Dolphin
10. Stolen Faces
11. Pot of Gold
12. Gault's Brain
13. Going, Going, Gone
14. Spaced Out
15. The Starships Are Coming
16. Amazon Hot Wax
17. The Richest Man in the World
18. A Date with Doomsday
19. The Girl with a Gift for Disaster
20. The Boy Who Knew Her Secret (1)
21. The Boy Who Knew Her Secret (2)
22. The Man Who Could Not Die
23. Phantom of the Roller Coaster (1)
24. Phantom of the Roller Coaster (2)